# رویه پیمانه‌ای پیکار
در ریاضیات، رویه پیمانه‌ای پیکار (به انگلیسی: Picard modular surface) رویه‌ای مختلط است که خارج قسمت کنش گروه پیمانه ای پیکار بر روی {\displaystyle \mathbb {C} ^{2}} است. این رویه‌ها نخستین بار به وسیله ریاضیدان فرانسوی امیل پیکار مورد بررسی قرار گرفتند و از آن جهت که این رویه‌ها، نخستین و یکی از ساده‌ترین نمونه‌های واریته‌های شیمورا هستند اهمیت دارند.